# Znaki lotnictwa wojskowego
Znak lotnictwa wojskowego – to graficzny symbol przynależności państwowej statku powietrznego. Jako pierwsza wprowadziła go Francja podczas I wojny światowej.
Polskim znakiem lotnictwa wojskowego od 1918 r. jest „szachownica”

## Znaki narodowych sił powietrznych

Znaki narodowych sił powietrznych
Abchazja
Afganistan
Albania
Algieria
Angola
Arabia Saudyjska
Argentyna
Armenia
Australia
Australia (Znak o obniżonej widzialności)
Austria
Azerbejdżan
Bahamy
Bahrajn
Bangladesz
Barbados
Belgia
Benin
Bhutan
Białoruś
Birma
Boliwia
Botswana
Brazylia
Brazylia (lotnictwo morskie)
Brunei
Bułgaria
Burkina Faso
Burundi
Chile
Chińska Republika Ludowa
Chorwacja
Czad
Czarnogóra
Czechy
Dania
Dominikana
Dżibuti
Egipt
Ekwador
Erytrea
Estonia
Etiopia
Filipiny
Finlandia
Francja
Francja] (lotnictwo morskie)
Gabon
Ghana
Grecja
Gruzja
Gujana
Gwatemala
Gwinea
Gwinea Bissau
Hiszpania
Holandia
Honduras
Indie
Indonezja
Irak
Iran
Irlandia
Izrael
Jamajka
Japonia
Jemen
Jordania
Kambodża
Kamerun
Kanada
Kanada (Znak o obniżonej widzialności)
Katar
Kazachstan
Kenia
Kirgistan
Kolumbia
Komory
Kongo
Korea Południowa
Korea Północna
Kostaryka
Kuba
Kuwejt
Laos
Lesotho
Liban
Liberia
Libia
Litwa
Luksemburg
Łotwa
Macedonia Północna
Madagaskar
Malawi
Malediwy
Malezja
Mali
Malta
Maroko
Mauretania
Mauritius
Meksyk
Mołdawia
Mongolia
Mozambik
Naddniestrze
Namibia
NATO
Nepal
Niemcy
Nikaragua
Niger
Nigeria
Norwegia
Nowa Zelandia
Oman
Pakistan
Panama
Papua-Nowa Gwinea
Paragwaj
Peru
Polska
Portugalia
Portugalia (Znak o obniżonej widzialności)
Republika Chińska
Republika Południowej Afryki
Republika Środkowoafrykańska
Rumunia
Rosja
Rwanda
Salwador
Senegal
Serbia
Seszele
Sierra Leone
Słowacja
Słowenia
Somalia
Sri Lanka
Sudan
Sudan Południowy
Surinam
Syria
Szwecja
Szwajcaria
Tanzania
Tajlandia
Tonga
Togo
Trynidad i Tobago
Tunezja
Turcja
Turkmenistan
Uganda
Ukraina
Urugwaj
USA
Uzbekistan
Wenezuela
Węgry
Wielka Brytania (Royal Air Force)
Wielka Brytania (Znak o obniżonej widzialności)
Wietnam
Włochy
Wybrzeże Kości Słoniowej
Zambia
Zimbabwe
Zjednoczone Emiraty Arabskie

## Historyczne oznaczenia wojskowe

Abchazja (1968–1976)
Abu Zabi (1968–1976)
Królestwo Afganistanu (1924–1928)
Królestwo Afganistanu (1929–1965)
I Republika Afganistanu (1965–1978)
Demokratyczna Republika Afganistanu (1979–1983)
Demokratyczna Republika Afganistanu (1983–1992)
Islamska Republika Afganistanu (1992–2002)
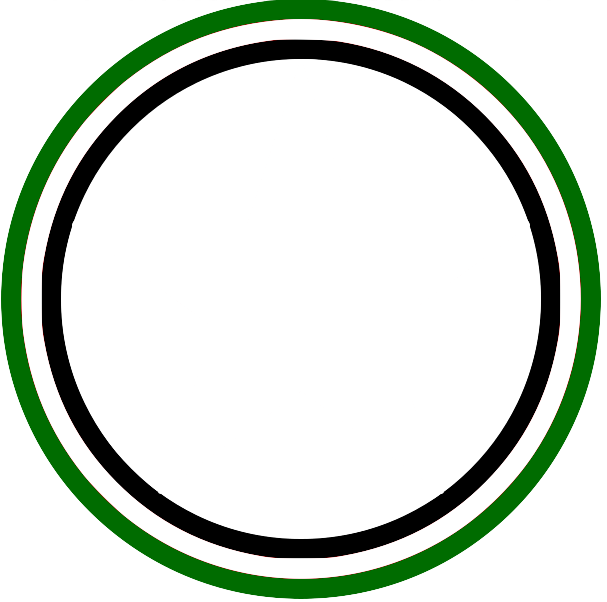
Islamski Emirat Afganistanu (1992–2002)
Albania (1962–1992)
Algieria (1962–1964)
Angola (1975–1980)
Angola (1980–2011)
Australia (1942–1946)
Austro-Węgry (1914–1916)
Austro-Węgry (1918)
Ludowa Republika Beninu (1975–1990)
Biafra (1967–1970)
Bophuthatswana (1987–1994)
Brazylia (1943–1945)
Brunei (1966–1991)
Królestwo Bułgarii (1915–1918)
Królestwo Bułgarii (1938–1941)
Królestwo Bułgarii (1941–1944)
Królestwo Bułgarii (1944–1946)
Ludowa Republika Bułgarii (1946–1992)
Republika Chińska (1916–1920)
Republika Chińska (1920–1928)
Republika Chińska - Reżim Wanga Jingwei (1940–1945)
Republika Chińska (1928–1991)
Niepodległe Państwo Chorwackie (1941)
Niepodległe Państwo Chorwackie (1941–1945)
Chorwacja (1991–1994)
Czechosłowacja (1918–1920)
Czeczeńska Republika Iczkerii (lata 90.)
Królestwo Egiptu (1939–1945)
Królestwo Egiptu (1945–1958)
Egipt (1958–1972)
Cesarstwo Etiopii
Finlandia (1918–1945)
Wolna Francja
Haiti (1942–1964)
Haiti (1964–1986)
Haiti (1986–1994)
Indie (1947–1950)
Indonezja (1946–1949)
Irak (1931–2003)
Irlandia (1939–1954)
Katanga
Ludowa Republika Kampuczy (1989–1993)
Kanada (1946–1965)
Republika Khmerów (1970–1975)
Kolumbia (1927–1953)
Ludowa Republika Konga
Demokratyczna Republika Konga
Kostaryka (1964–1994)
Kuba (1955–1959)
Kuba (1959–1962)
Królestwo Laosu (1955–1975)
Łotwa (1918–1940)
Królestwo Libii (1962–1969)
Libijska Republika Arabska (1969–1977)
Wielka Arabska Libijska Dżamahirijja Ludowo-Socjalistyczna (1977–2011)
Narodowa Rada Tymczasowa (2011–2014)
Litwa (1919-1920)
Litwa (1920-1921)
Malezja (1963–1982)
Malta (1980–1988)
Mandżukuo
Mandżukuo (samoloty transportowe)
Mongolska Republika Ludowa
Czarnogóra (2006–2018)
Mozambik (1975–2011)
Maskat i Oman (1970–1985)
Holandia (1914–1921)
Holandia (1939–1940)
Cesarstwo Niemieckie (1915)
III Rzesza (1917–1945)
Niemiecka Republika Demokratyczna
Nowa Zelandia (1943–1946)
Nikaragua - skrzydła (1962–1979)
Nikaragua - kadłub (1962–1979)
Królestwo Jemenu
Jemeńska Republika Arabska
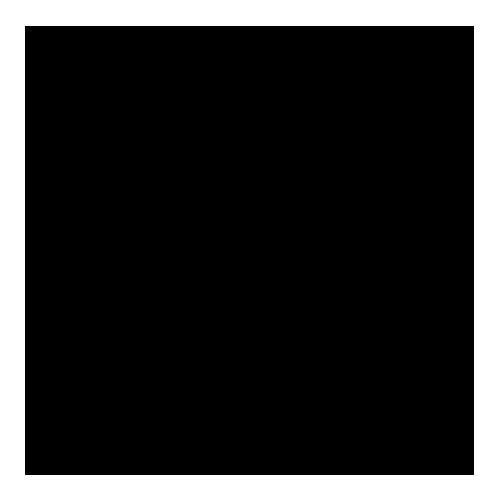
Imperium Osmańskie
Polska (1921–1993)
Portugalia (1914-1918)
Rodezja Południowa (1939–1954)
Federacja Rodezji i Niasy (1954–1963)
Rodezja Południowa (1963–1970)
Rodezja (1970–1980)
Królestwo Rumunii (1941–1944)
Socjalistyczna Republika Rumunii (1947–1985)
Rosja (Biali)
Rosja (1991–2010)
Seszele (1978)
Singapur (1968–1973)
Singapur (1973–1990)
Pierwsza Republika Słowacka (1940–1945)
Pierwsza Republika Słowacka (1944)
Słowenia (1991–1996)
Związek Południowej Afryki (1920–1921)
Związek Południowej Afryki (1927–1947)
Związek Południowej Afryki (1947–1957)
Południowa Afryka (1957–1994)
Południowa Afryka (1994–2003)
Federacja Arabii Południowej
Korea Południowa (1949–2005)
Wietnam Południowy (1951–1956)
Wietnam Południowy (1956–1975)
Ludowo-Demokratyczna Republika Jemenu (1968–1990)
Druga Republika Hiszpańska (1936–1939)
Państwo Hiszpańskie (1936–1939)
Państwo Hiszpańskie
Sri Lanka (1951–2010)
Republika Serbska (wariant1)
Republika Serbska (wariant 2)
Sudan (1956–1970)
Szwecja (1927–1937)
Szwajcaria (1914–1947)
Syria (1948–1958)
Syria (1963–1972)
Tanzania (1965–2010)
Tajlandia (1941–1945)
Turcja (1918–1972)
Uganda
Węgierska Republika Rad (1919)
Królestwo Węgier (1938–1941)
Królestwo Węgier (1942–1945)
Węgierska Republika Ludowa (1951–1990)
Węgry (1990–1991)
Wielka Brytania (1937–1942)
Wielka Brytania (1942–1947)
Wielka Brytania w Azji i na Pacyfiku (1942–1945)
Królestwo Włoch
Włoska Republika Socjalna
Stany Zjednoczone (1918–1919)
Stany Zjednoczone (1919–1942)
Stany Zjednoczone (1942–1943)
Stany Zjednoczone (1943)
Stany Zjednoczone (1943–1947)
Górna Wolta
Venda
Królestwo Jugosławii (1929–1941)
Socjalistyczna Federacyjna Republika Jugosławii (1945–1991)
Serbia i Czarnogóra (1992–2006)
Zair (1972–1997)
Zjednoczone Emiraty Arabskie
ZSRR (1922–1943)
ZSRR (1943–1991)